# Fectio

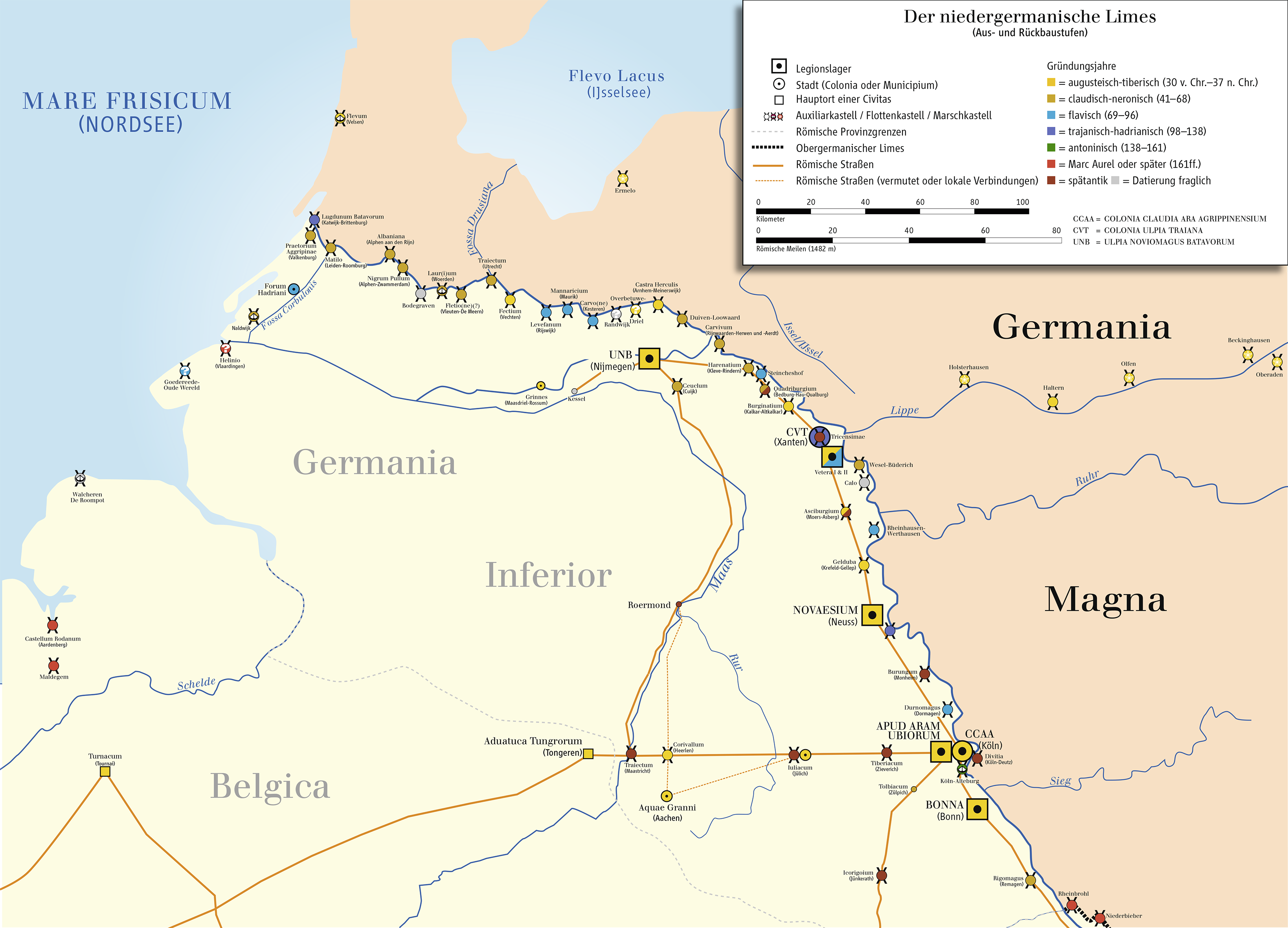
Fectio im Verlauf des Niedergermanischen Limes

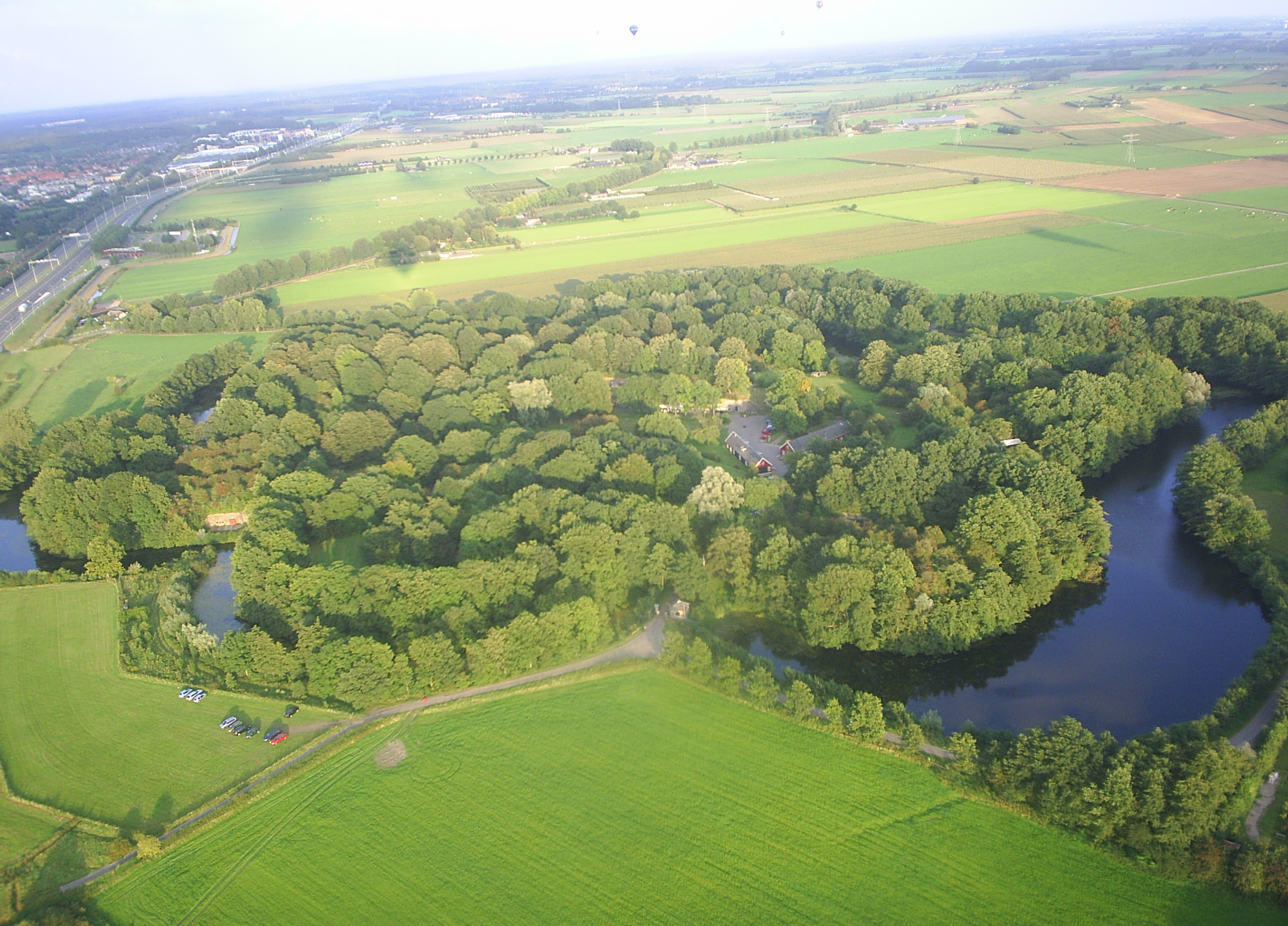
Fort Vechten

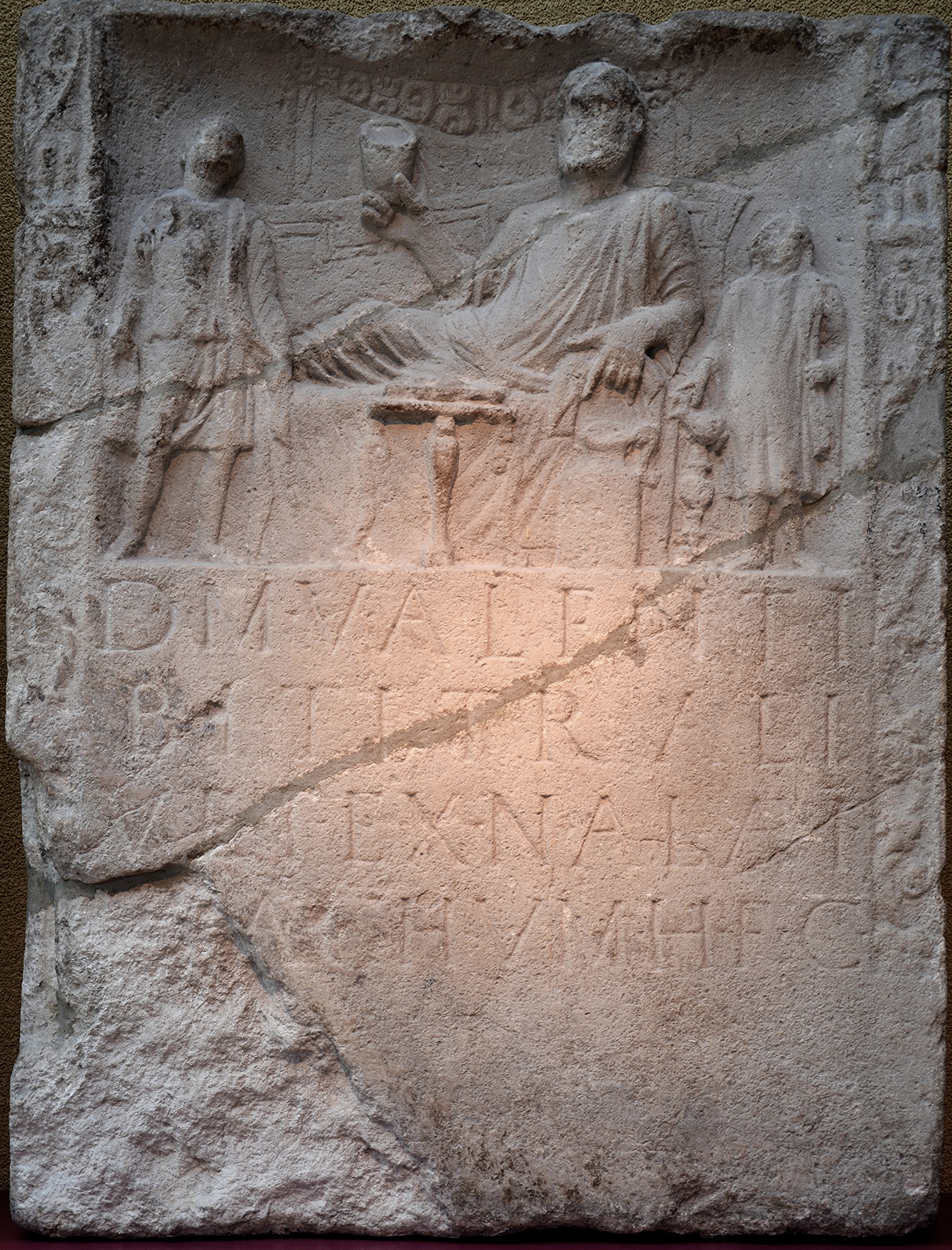
Grabstein des Thrakers Valens, Sohn des Bititralis, 2. Jahrhundert,
FO: Fectio,
AO: Rijksmuseum van Oudheden, Leiden

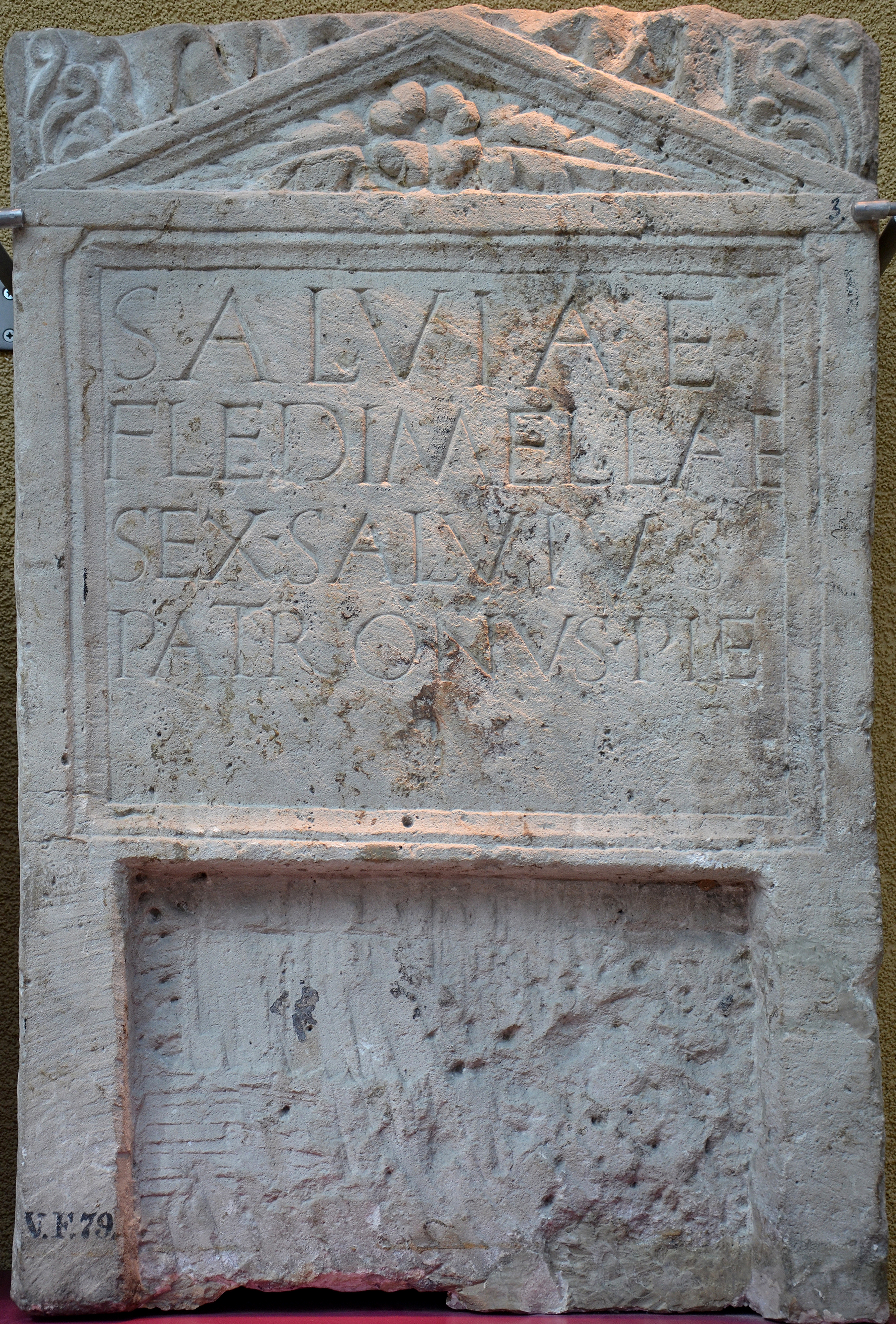
Grabstein der freigelassenen Sklavin Fledimella,
FO: Fectio,
AO: Rijksmuseum van Oudheden, Leiden

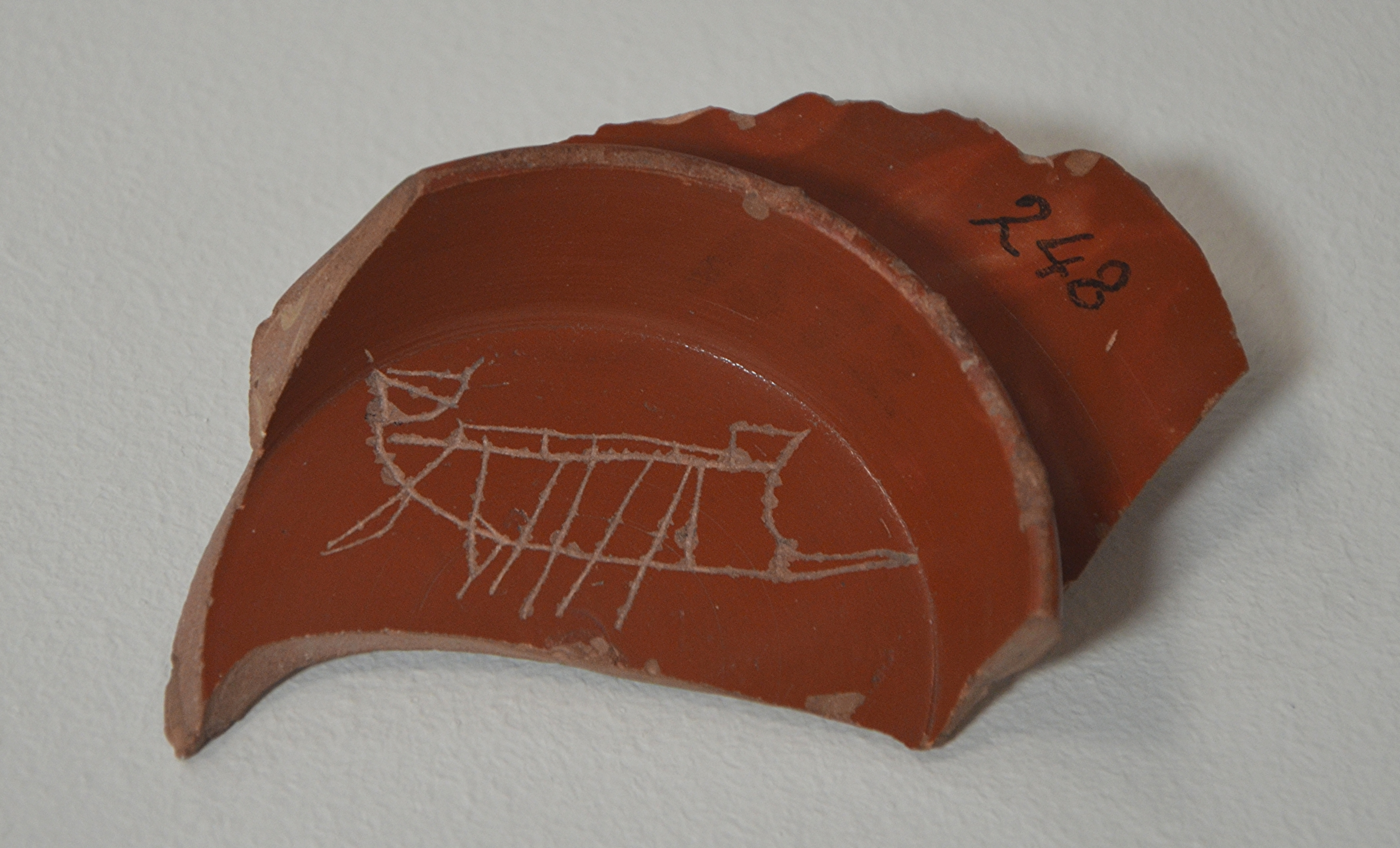
Terra-Sigillata-Bodenscherbe mit Sgraffito einer Liburne. Um 25 bis 50 n. Chr., FO: Fectio, AO: Zentralmuseum Utrecht

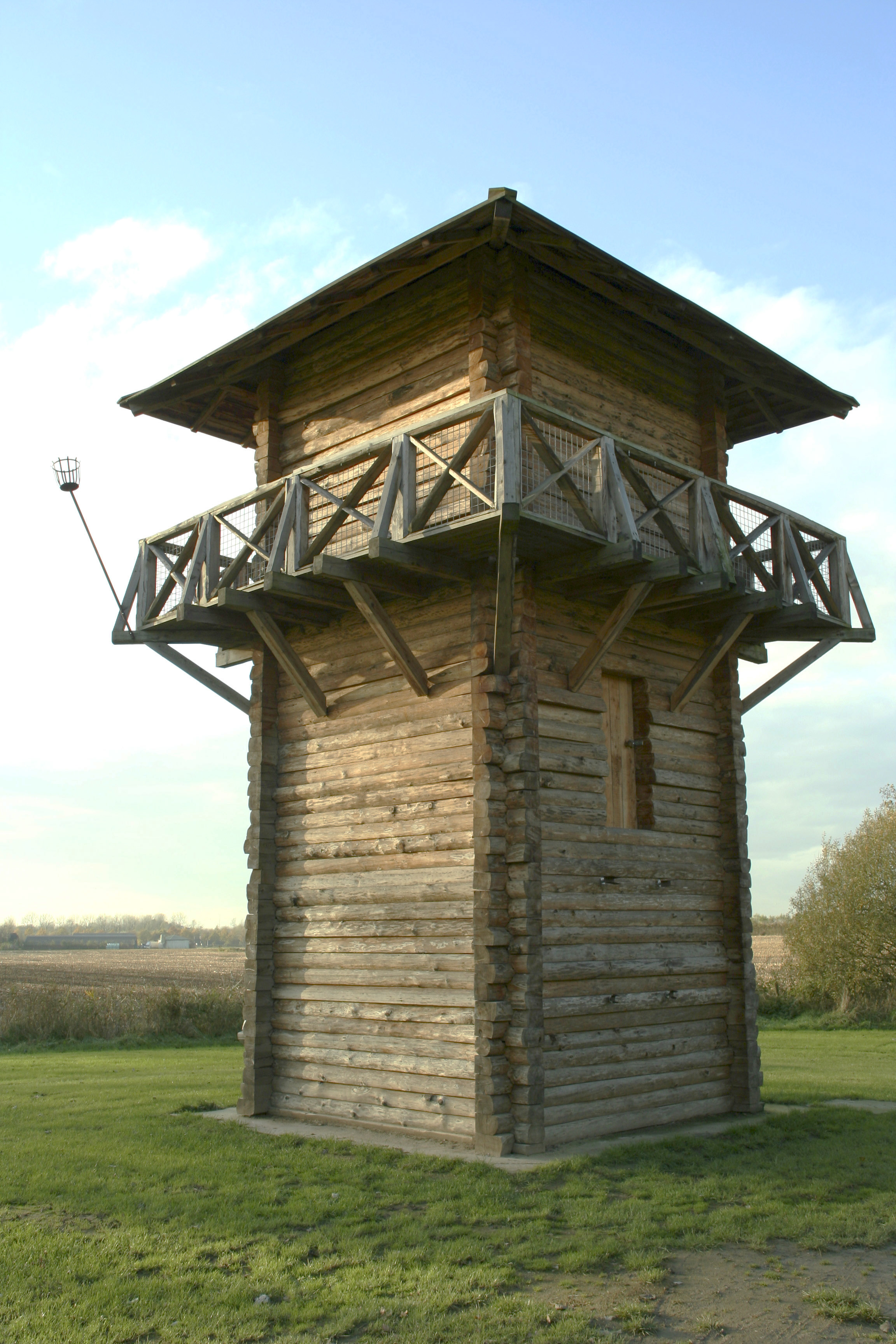
Rekonstruierter Wachturm

Fectio (auch: Fectium), das Kastell Vechten oder Bunnik-Vechten, war ein Garnisonsplatz aus der Frühzeit der römischen Okkupation Germaniens. Später wurde es Bestandteil des Niedergermanischen Limes, der seit 2021 Bestandteil des UNESCO-Weltkulturerbes ist. Das heutige Bodendenkmal liegt auf dem Gebiet von Vechten, einem Wohnplatz der Gemeinde Bunnik in der niederländischen Provinz Utrecht.

## Lage
Der ehemalige römische Militärplatz befindet sich unter einer Obstpflanzung, unmittelbar westlich des Fort bij Vechten, einer niederländischen Bastion aus dem 19. Jahrhundert, deren Gelände und Baulichkeiten heute als Freizeitpark und als kulturelles Zentrum genutzt werden. In römischer Zeit lag die Fortifikation am Ufer eines Armes des Lek (der heute rund sieben Kilometer weiter südlich verläuft), etwa an der Stelle, an der die Vecht vom Strom in Richtung Norden abzweigte. Strategisch war der Platz insofern gut gewählt, als von dort aus sowohl das Gebiet der Friesen als auch das der Cananefaten kontrolliert werden konnte.

## Forschungsgeschichte
Der Garnisonsplatz wurde urkundlich erstmals um das Jahr 700 in der Kosmographie des Geographen von Ravenna mit dem Namen Fictione erwähnt und zwischen Matellionem (Matilo) und Evitano (Levefanum) verortet. Als Fundort römischer Hinterlassenschaften ist das Gelände seit dem 17. Jahrhundert bekannt. Beim Bau des Forts in den Jahren 1867 bis 1870 konnten zahlreiche Funde geborgen werden, darunter im Jahre 1869 eine Inschrift mit der Namensangabe Fectione. Dennoch sind bis heute nur zehn Prozent der Verdachtsfläche archäologisch erforscht. Zwischen 1829 und 1947 wurden nur kleinflächige Ausgrabungen durchgeführt. Großflächigere Untersuchungen konnten erst im Zusammenhang mit der Verbreiterung der Reichsautobahn A 12 in den Jahren 1988/1989 bis 1996 vorgenommen werden. 2010 wurde der Fund von über einhundert Schrifttäfelchen aus dem Militärarchiv von Fectio bekannt. Diese waren bereits im Jahre 1978 von zwei „Amateurarchäologen“ gefunden und jahrzehntelang unter Wasser und in einer Gefriertruhe aufbewahrt worden. In ihrer Bedeutung wurden die Schrifttafeln von niederländischen Medien mit den Vindolanda-Tafeln verglichen.

## Kastellgeschichte und archäologische Befunde

### Versorgungslager 4/5 bis 69/70n.Chr.
Das Kastell wurde schon in augusteischer Zeit als Holz-Erde-Lager angelegt, möglicherweise in den Jahren 4/5 n. Chr., als Tiberius zum zweiten Mal Oberbefehlshaber in Germanien war. In den ersten Jahrzehnten erfuhr es mindestens sechs Bauphasen und diente ausweislich der Inschriften und sonstiger Funde vermutlich als Versorgungslager, möglicherweise auch als operative Infanterie- und Flottenbasis. Im Jahre 40 besuchte Kaiser Caligula das Kastell auf der Durchreise nach Lugdunum Batavorum, wovon die Inschrift auf einem kaiserlichen Weinfass zeugt. Unter Gnaeus Domitius Corbulo verlor der Garnisonsplatz ab dem Jahre 47 seinen offensiven Charakter und wurde nunmehr defensiv ausgerichtet. In seiner frühen Phase (4/5 bis 69/70 n. Chr.) war das Lager als unregelmäßiges Viereck von etwa 4,5 Hektar Größe ausgeführt, das zum Rheinufer hin offen, an seinen drei Landseiten hingegen von einem 5,40 m breiten Spitzgraben und einem Holz-Erde-Wall umgeben war. Zu den archäologischen Befunden dieser Periode zählen drei Horrea sowie andere Holzbauten, Uferbefestigungen, Kaianlagen und Schiffsreste. Umfangreiche Siedlungsspuren außerhalb des Kastellareals (darunter zahlreiche Brunnen) weisen auf die Existenz großflächiger Canabae. Während des Bataveraufstands in den Jahren 69/70 n. Chr. wurde das Kastell ausweislich einer dicken Brandschicht zerstört.

### Auxiliarlager (Holz-Erde) 70 bis um 150n.Chr.
Seit vespasianischer Zeit wurde Fectio als Standort von zunächst teilberittenen Auxiliartruppen schließlich Bestandteil des Niedergermanischen Limes. Nachdem das Areal um etwa zwei Meter aufgeschüttet worden war, wurde ein 2,6 oder 2,7 Hektar großes Holz-Erde-Kastell in Form eines unregelmäßigen Vierecks errichtet. Mit einer breiten Prätorialfront (Vorderfront) war es zum Rhein hin ausgerichtet, umgeben wurde es an allen Seiten von einem Wall und einem Graben. Von der Innenbebauung konnten nur wenige Spuren festgestellt werden. Bekannte Stationierungstruppen waren die Cohors II Brittonum (oder Britannorum) milliaria equitata (von 70 bis 78/80 n. Chr.) und die Cohors I Flavia Hispanorum equitata (von 78/80 bis etwa 100 n. Chr.). Letztere war möglicherweise gleichzeitig mit einer unbekannten Cohors in Vechten stationiert. Die Truppen aus der Zeit zwischen etwa 100 n. Chr. und der Mitte des 2. Jahrhunderts n. Chr. sind namentlich nicht bekannt.

### Auxiliarkastell (Stein) um 150 bis 270/275n.Chr.
Um die Mitte des 2. Jahrhunderts n. Chr. wurde das Holz-Erde-Kastell durch eine steinerne Fortifikation ersetzt und von der Ala I Thracum belegt, die zuvor in Britannien stationiert gewesen war. Das Steinkastell folgte dem Grundriss des Vorgängerbaus und nahm mit seinen Abmessungen von circa 150 m × 180 m eine Fläche von ungefähr 2,7 Hektar ein. Umgeben war es von einem 9,40 m breiten Sohlgraben und einer steinernen Mauer. Von der Innenbebauung konnten die steinernen Principia und das ebenfalls aus Stein errichtete Praetorium sowie die Reste einiger Holzbauten nachgewiesen werden. Ende des 2./Anfang des 3. Jahrhunderts war die bereits im letzten Viertel des 1. Jahrhunderts n. Chr. einsetzende Verlandung des Rheinarmes, an dem Fectio lag, so weit fortgeschritten, dass kein Zugang vom Fluss aus mehr möglich war.
In den mehr als zweieinhalb Jahrhunderten seiner Existenz wurde das Lager mehrfach verwüstet und wieder neu aufgebaut, bis der Kastellplatz schließlich – ausweislich der archäologisch nachgewiesenen Brandspuren nach einer letzten Zerstörung in den Jahren 270/275 n. Chr. – nicht wieder aufgebaut und endgültig verlassen wurde.

### Auxiliarvicus
Der den Canabae zeitlich folgende Vicus der Auxiliarkastelle erstreckte sich östlich der Lager. Seine Untersuchung ist schwierig, da ein Großteil des Geländes von dem Militärkomplex des 19. Jahrhunderts in Anspruch genommen wird und die Befunde durch dessen Errichtung zerstört wurden. Ein Abschnitt des Vicus konnte 1989 etwa einen Kilometer östlich des Kastells ausgegraben werden. Dabei fand sich auch ein der Fortuna geweihter Kalksteinaltar aus dem zweiten Jahrhundert. Der Vicus dürfte eine beträchtliche Ausdehnung gehabt haben, Annahmen sprechen von einer Größe bis zu zehn Hektar. Aufgrund dieses Umstandes und der nicht nur strategisch, sondern auch verkehrsgeographisch günstigen Lage des Platzes geht man davon aus, dass sich der Vicus im Laufe der Zeit wahrscheinlich zu einem wichtigen Handelszentrum entwickelt hat. Ein zu erwartendes, ausgedehntes Gräberfeld wurde vermutlich ebenfalls durch die Konstruktion des neuzeitlichen Forts zerstört. Der Fund einer Urne mit Leichenbrandresten südlich des Marsdijks im Jahr 1994 belegt zusammen mit den Funden des 19. Jahrhunderts das Vorhandensein eines Gräberfeldes. Während der Dauer seiner Existenz ist der Vicus durch Überflutungen der Vecht wiederholt in Mitleidenschaft gezogen worden.

## Nachrömische Nutzung
Im Mittelalter diente der Ort als Steinbruch. Die römischen Baustoffe wurden bei der Errichtung (früh-)mittelalterlicher Kirchen in Utrecht wiederverwendet, was schon dadurch begünstigt worden war, dass Karl Martell im Jahre 723 die ehemals römischen Siedlungsplätze Fectio und Traiectum dem Kloster Utrecht geschenkt hatte.

## Fundverbleib und -präsentation
Im Jahre 2004 wurde die Rekonstruktion eines dreigeschossigen, hölzernen Wachturms fertiggestellt, in dem eine kleine ständige Ausstellung zum römischen Vechten untergebracht ist. Ein Großteil der Funde aus Fectio wird im Centraal Museum Utrecht aufbewahrt, weitere Exponate befinden sich im Rijksmuseum van Oudheden in Leiden.